# شانتر

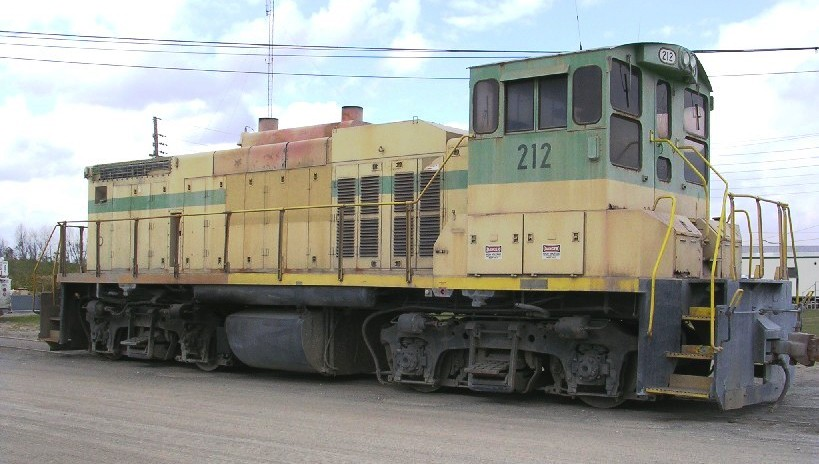
یک شانتر مدرن در آمریکا

شانتر (انگلیسی: shunter) یا سوئیچر (انگلیسی: Switcher) یک وسیله ریلی کوچک برای حرکت انواع لوکوموتیوها، ماشین‌های ریلی و واگن‌ها در ایستگاه‌های راه‌آهن، مترو، کارخانجات تولید ماشین‌های ریلی و همچنین در مرکزهای تعمیر و نگهداری می‌باشد.
شانترها همانند لوکوموتیوها به قدرت محرک بخار، دیزلی یا الکتریکی طراحی و تولید میشده‌اند.

## نگارخانه

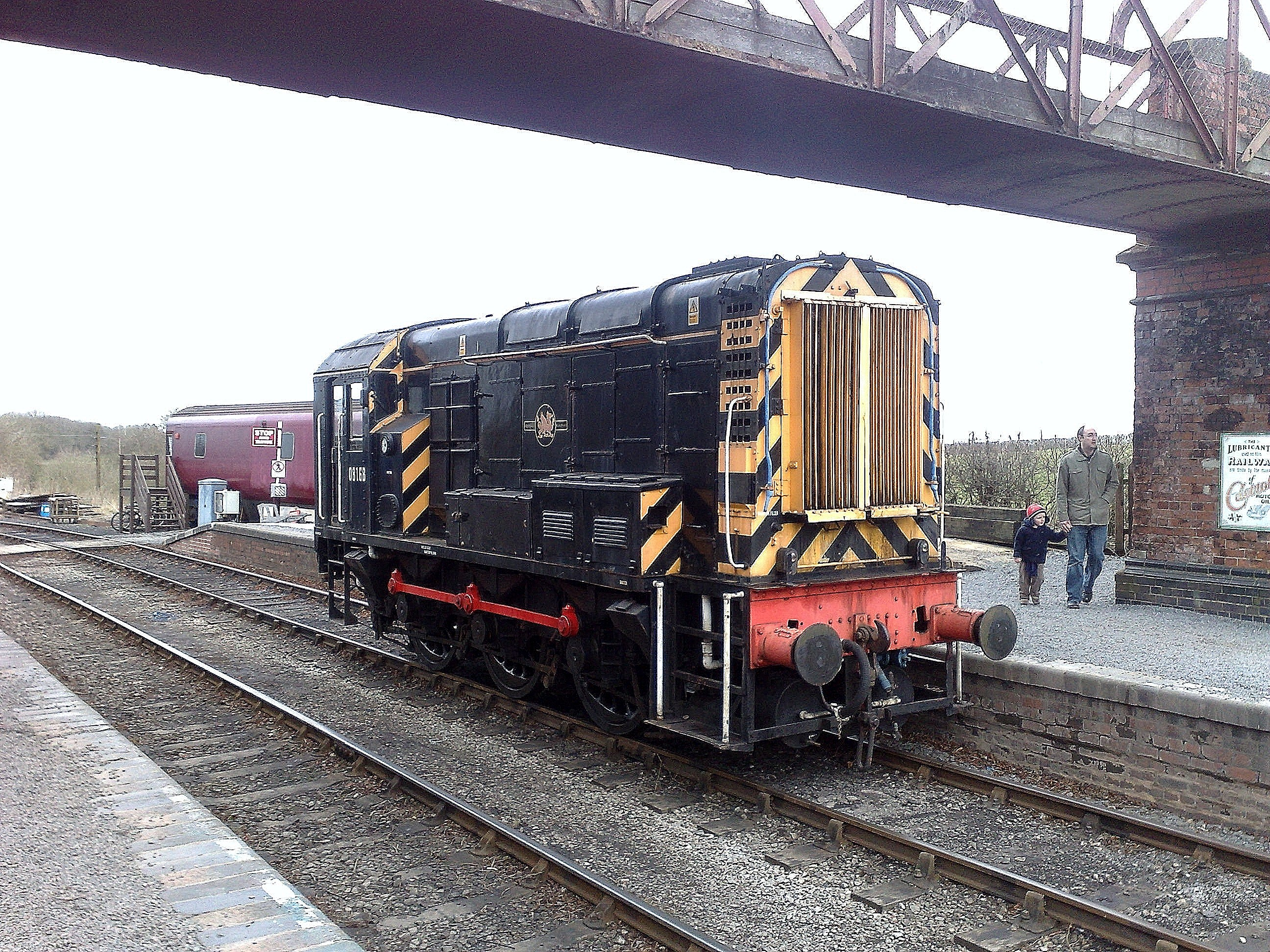
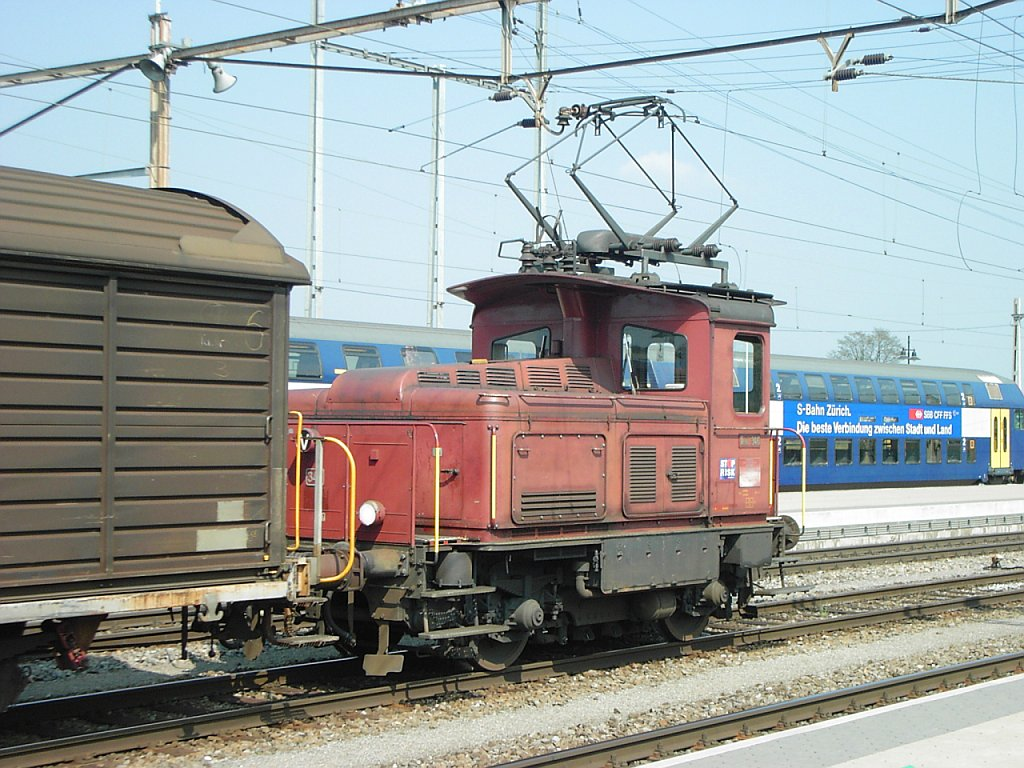
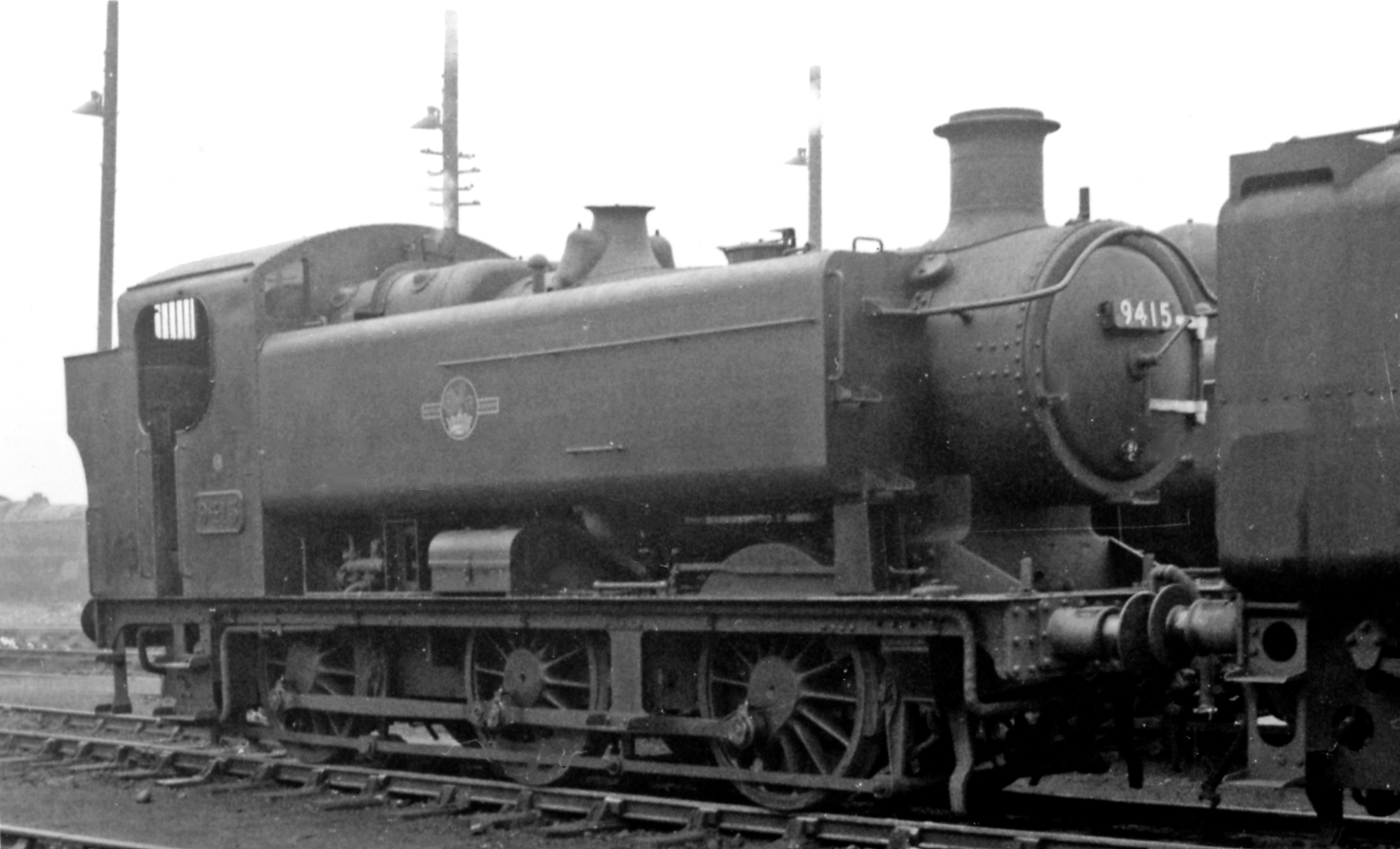
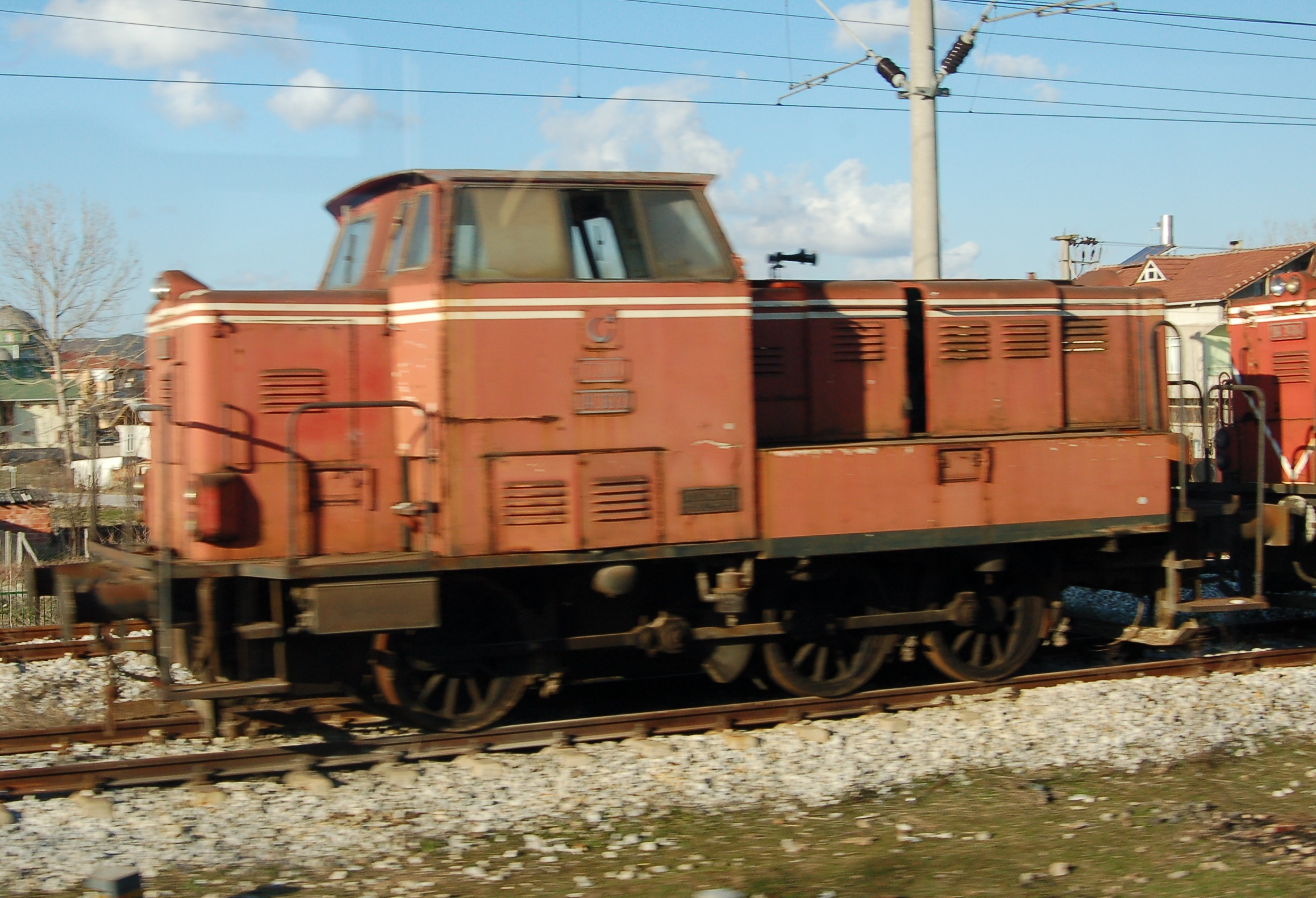
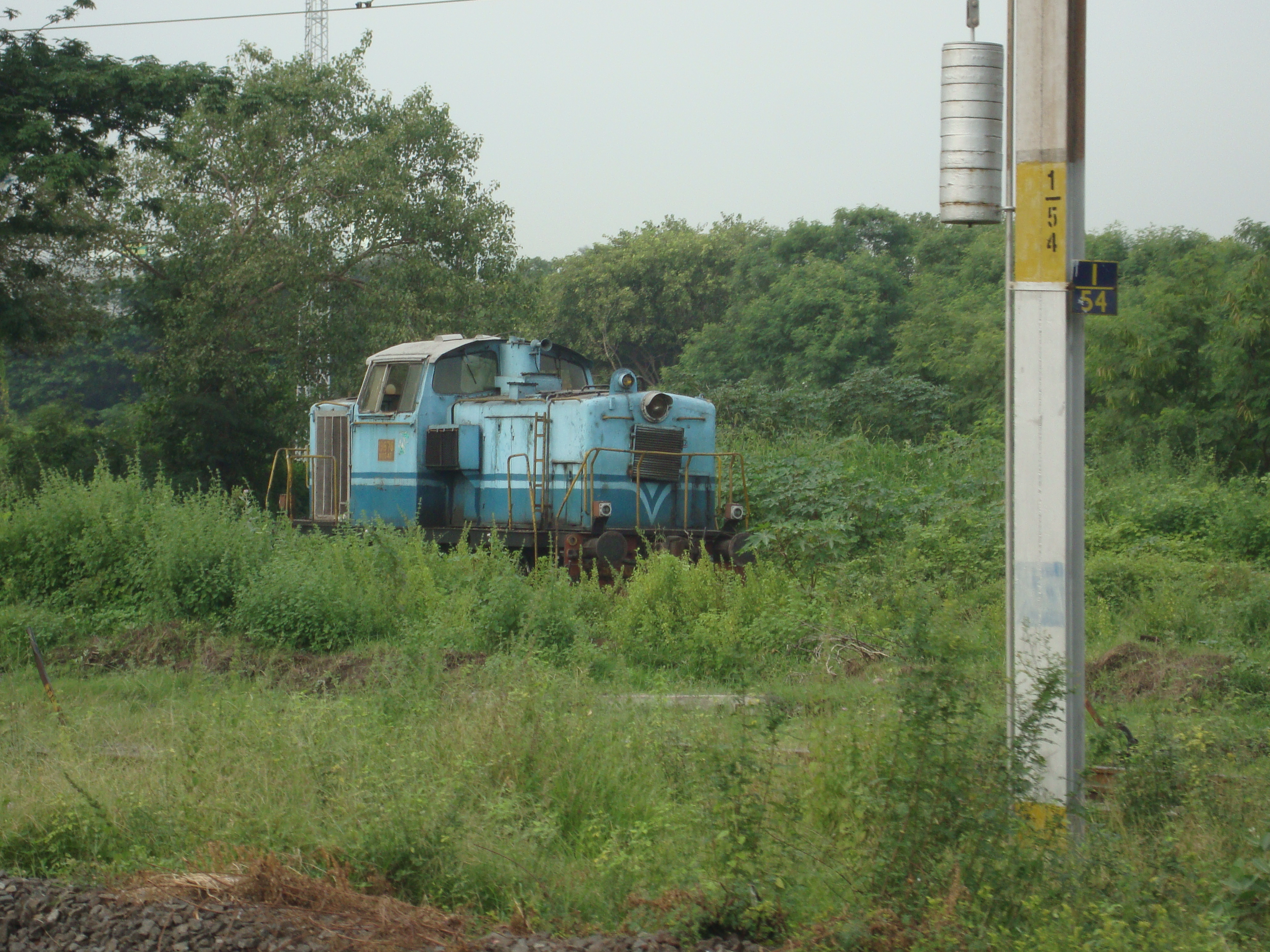
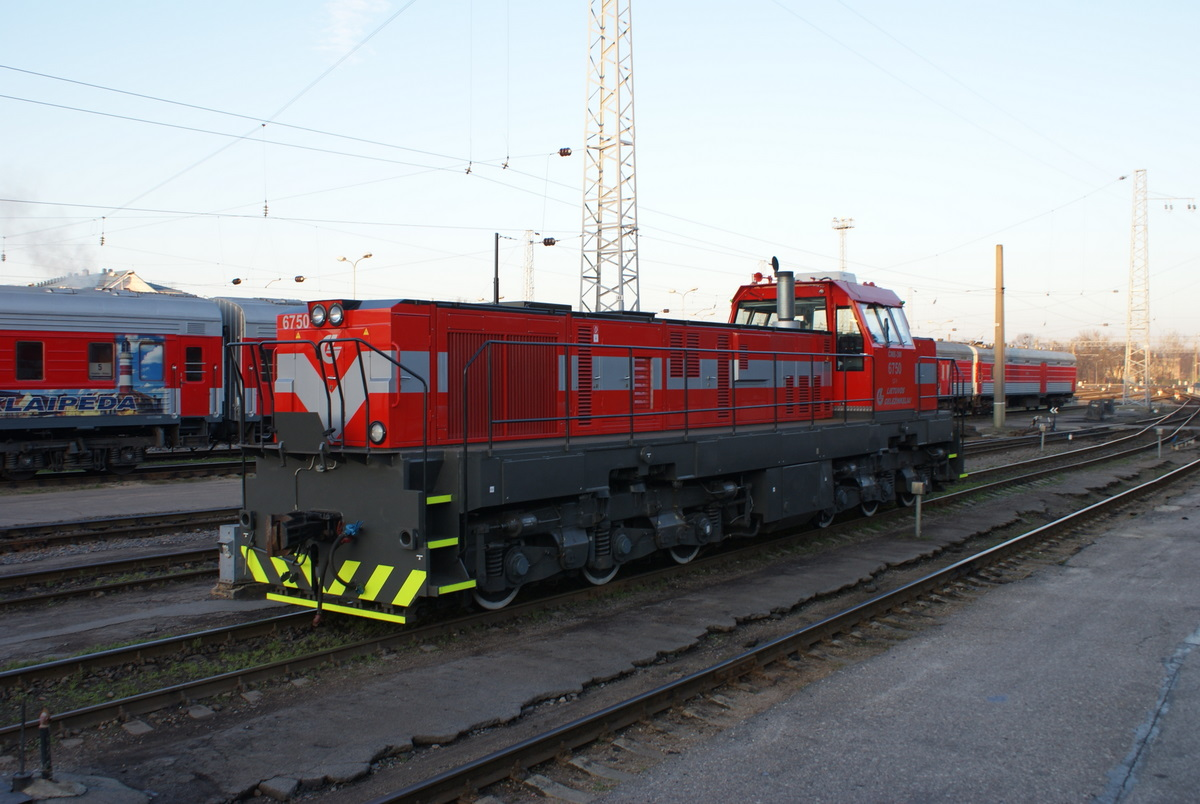
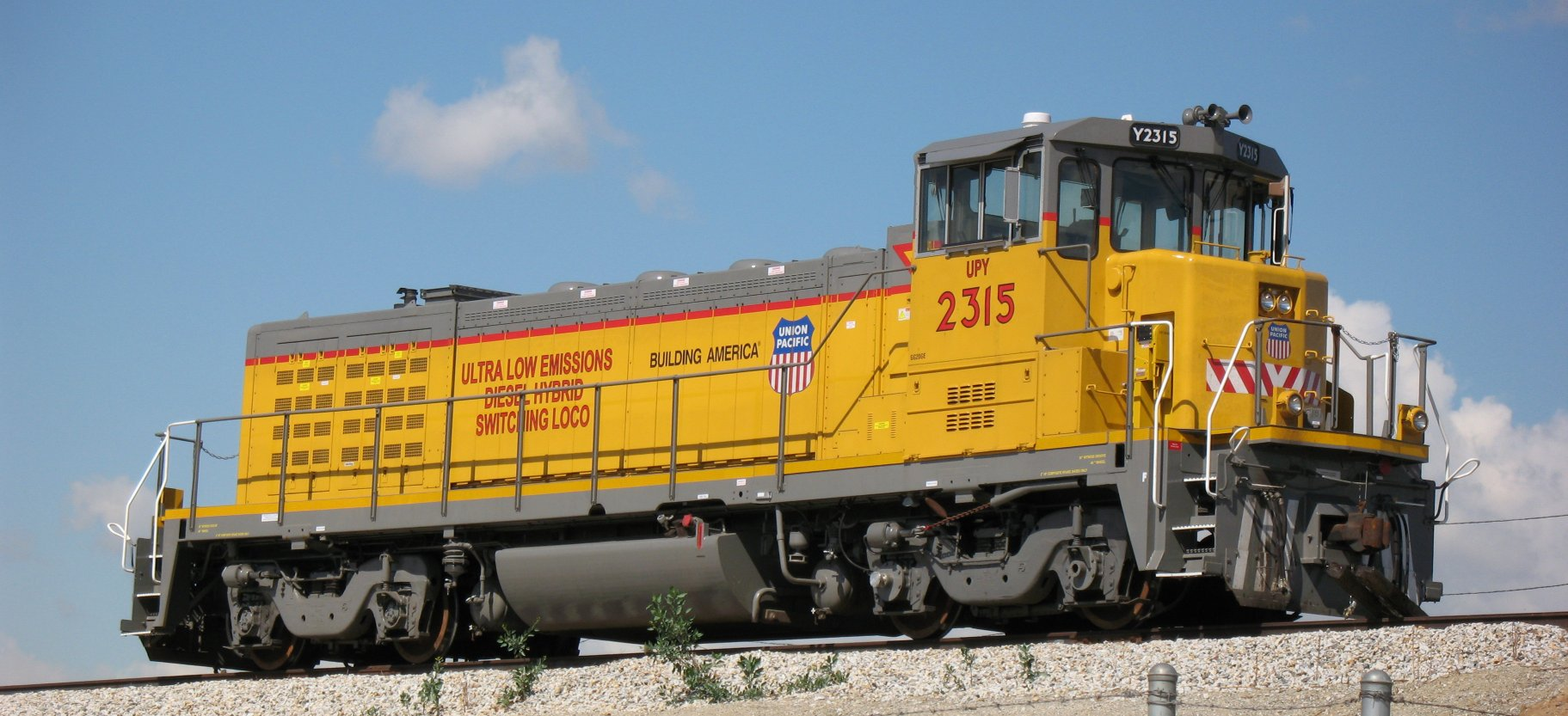
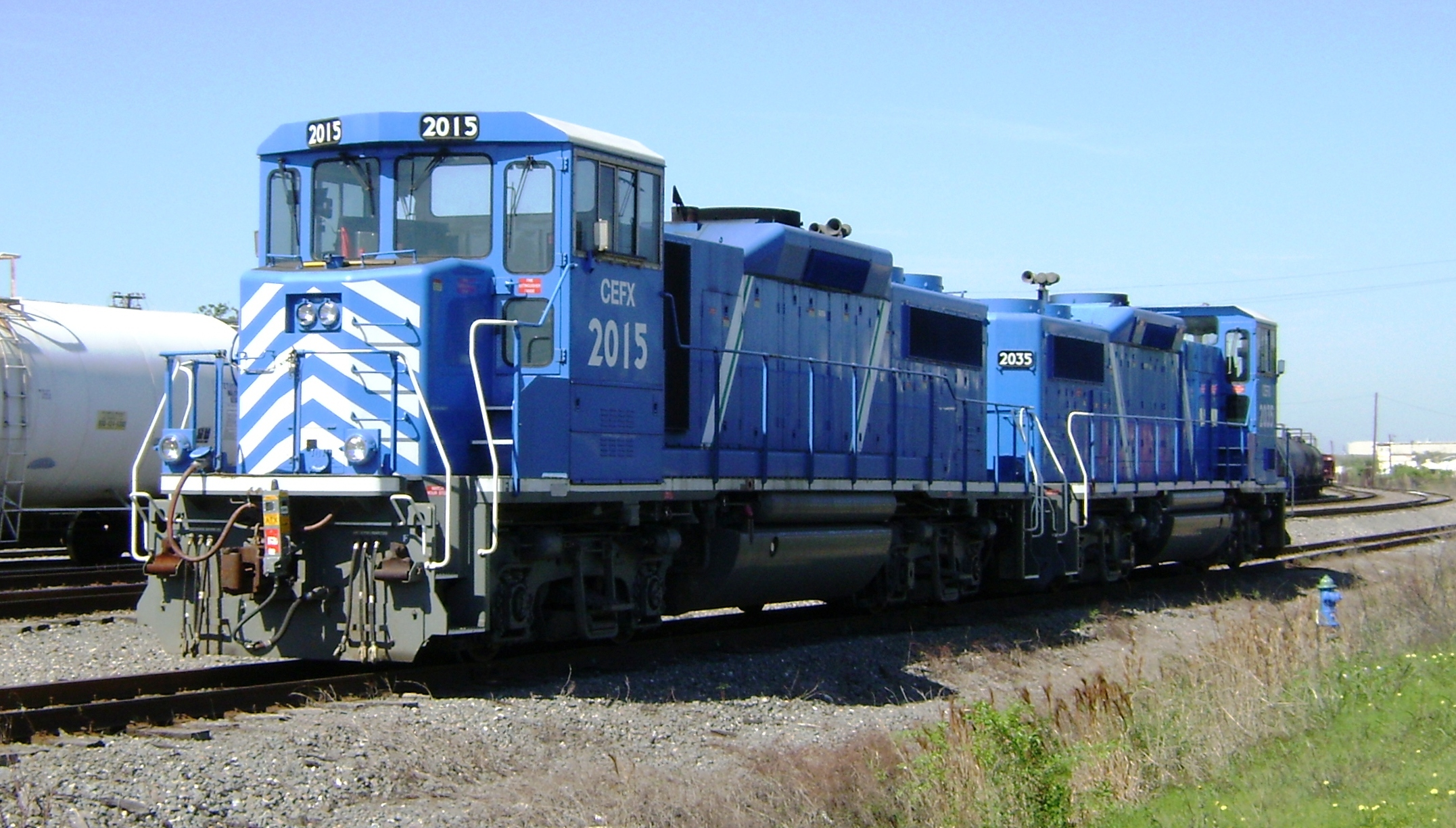
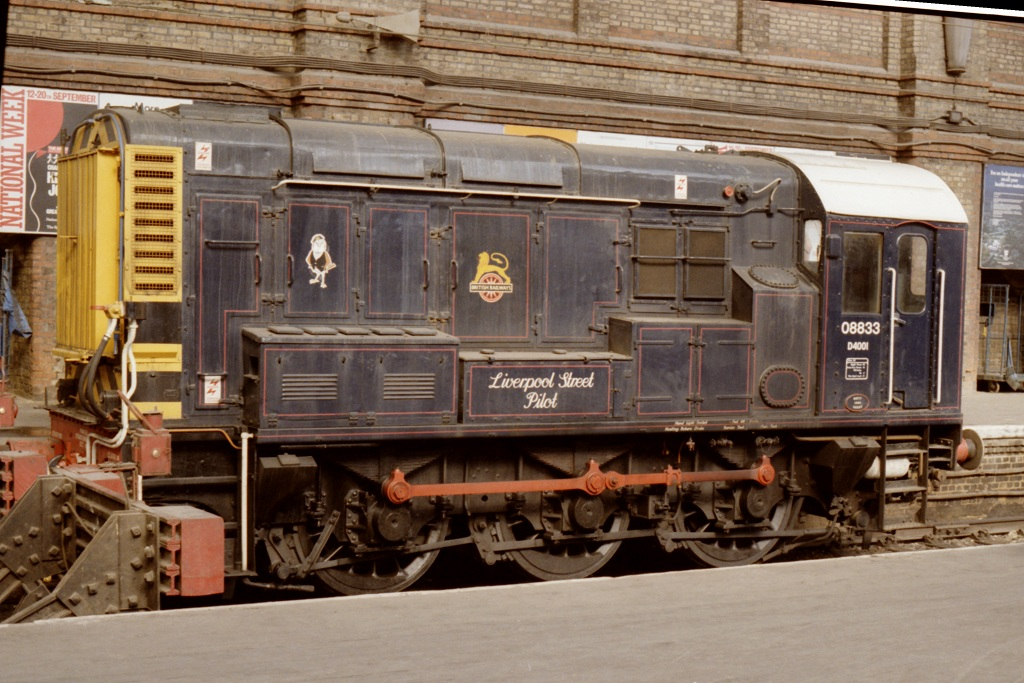
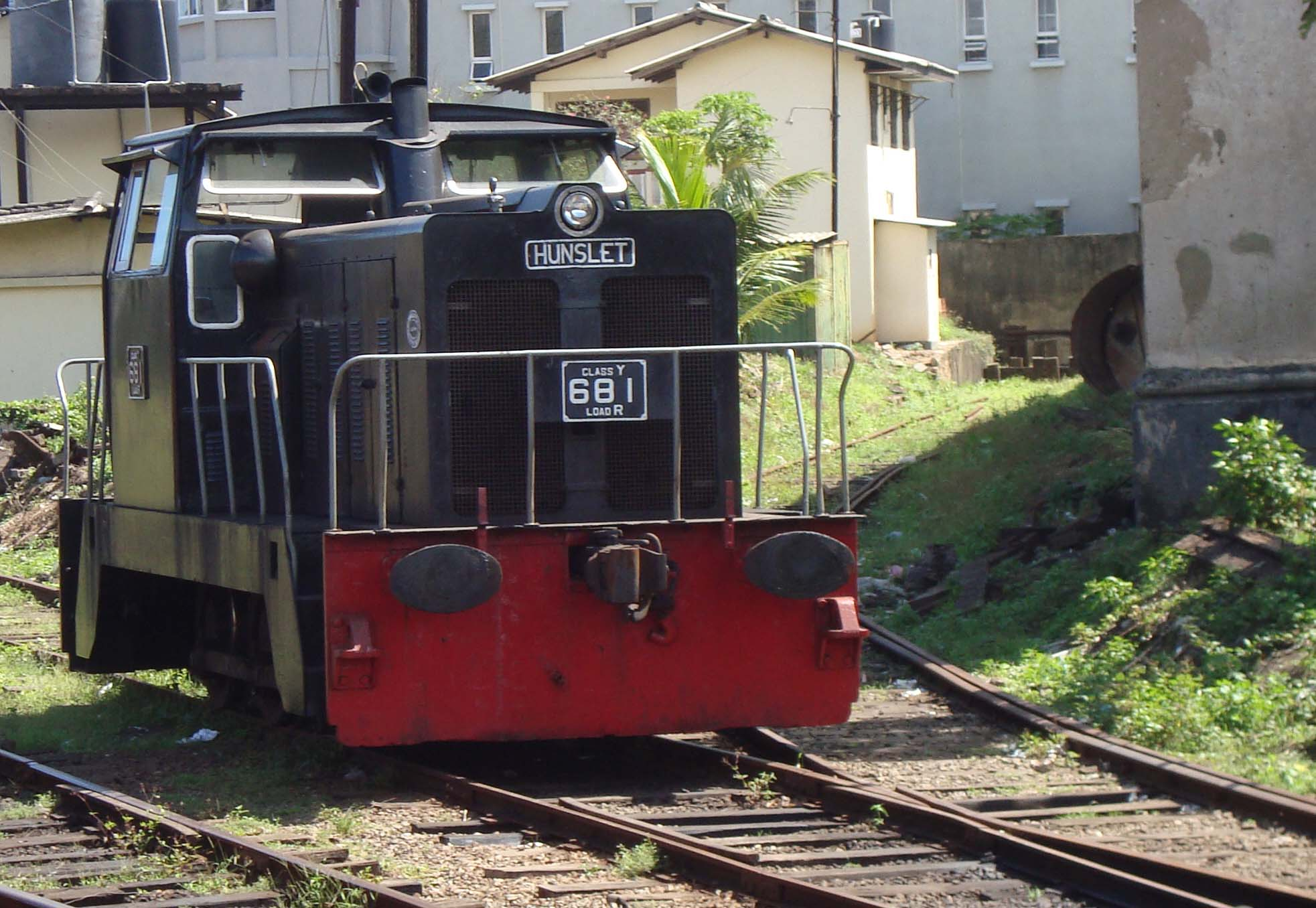